# EC Bahia
Esporte Clube Bahia – brazylijski klub piłkarski z siedzibą w mieście Salvador, założony 1 stycznia 1931. Mistrz Brazylii z 1988 roku.
Klub rozgrywa swoje mecze na dwóch stadionach – Fonte Nova o pojemności 68000 widzów oraz Pituaçu o pojemności 20000 widzów. Drużyna gra w białych koszulkach, niebieskich spodenkach i czerwonych getrach.

## Osiągnięcia
- Campeonato Brasileiro Série A: 1988.
- Taça Brasil: 1959.
- Campeonato do Nordeste (2 razy): 2001, 2002.
- Mistrz stanu Bahia (Campeonato Baiano) (44 razy): 1931, 1933, 1934, 1936, 1938 (wspólnie z Botafogo Salvador), 1940, 1944, 1945, 1947, 1948, 1949, 1950, 1952, 1954, 1956, 1958, 1959, 1960, 1961, 1962, 1967, 1970, 1971, 1973, 1974, 1975, 1976, 1977, 1978, 1979, 1981, 1982, 1983, 1984, 1986, 1987, 1988, 1991, 1993, 1994, 1998, 1999 (wspólnie z Vitória Salvador), 2001, 2012.

## Historia
W roku 1930 gracze dwóch klubów – Associação Atlética da Bahia oraz Clube Bahiano de Tênis zdecydowali się założyć nowy klub, gdyż ich poprzednie kluby zaprzestały prowadzenia sekcji piłkarskich. Klub założony został 11 stycznia 1931 roku pod hasłem “Nascido para vencer” (Urodzony by wygrywać), a pierwszym prezesem klubu został tymczasowo Otávio Carvalho.
Dnia 20 lutego 1931 Bahia dołączyła do regionalnej ligi zwanej wówczas Liga Bahiana de Desportos Terrestres, a dzisiaj Federação Bahiana de Futebol. Tego samego dnia zespół Bahia odbył swój pierwszy codzienny trening przy Campo da AAB, w Quinta da Barra, w mieście Salvador.
Klub rozegrał swój pierwszy mecz 1 marca 1931 w ramach rozgrywek Torneio Início (mecze trwały po 20 minut), pokonując zespół Ypiranga 2:0. Bramki zdobyli Bayma i Guarany. Bahia zagrała w tym historycznym meczu w następującym składzie: Teixeira Gomes; Leônidas, Gueguê; Milton, Canoa, Gia; Bayma, Guarany, Gambarrota, Pega-Pinto. Drużyną kierował João Barbosa. Tego samego dnia Bahia wygrała rozgrywki Torneio Início.
Dnia 22 marca 1931 Bahia grał swój pierwszy mecz o mistrzostwo stanu Campeonato Baiano. W kwietniu tego samego roku Bahia przegrała swój pierwszy mecz międzynarodowym z Sud América Montevideo. Dnia 11 października Bahia grała swój pierwszy międzymiastowy mecz, pokonując klub Vitória Ilhéus 5:4.
Dnia 25 października 1931 Bahia po raz pierwszy wygrała stanowe mistrzostwa Campeonato Baiano.
Dnia 12 grudnia 1939 Bahia pokonała swego największego rywala, Vitória Salvador i to aż 10:1. Było to największe zwycięstwo w historii derby miasta Salvador.
W 1988 Bahia zdobyła swój pierwszy i jedyny tytuł mistrza Brazylii.
W 2005 klub walczył w drugiej lidze brazylijskiej Campeonato Brasileiro Série B, kończąc rozgrywki na 18. miejscu, co spowodowało spadek do trzeciej ligi – Campeonato Brasileiro Série C.

## Inne informacje

### Stadion
Stadion klubu Bahia Estádio Fonte Nova, oddano do użytku w roku 1951. Jego pojemność wynosi 68000 widzów.

### Logo
Logo klubu jest złożone z kolorów czerwonego, niebieskiego i białego, które reprezentują barwy stanu Bahia. Inspiracją było logo klubu Corinthians Paulista São Paulo.

### Maskotka
Maskotką klubu jest Super-Homem Tricolor, co oznacza trójkolorowego Supermana. Autorem maskotki klubu jest rysownik Ziraldo Alves Pinto.